# Richelieu (Québec)
Pour les articles homonymes, voir Richelieu.
Richelieu est une ville dans la municipalité régionale de comté de Rouville au Québec (Canada), située dans la région administrative de la Montérégie. Elle se définit comme "Une ville pour la famille".

## Toponymie
La ville est nommée en l'honneur de Armand Jean du Plessis de Richelieu, cardinal français et ministre de Louis XIII.

## Histoire
Le territoire des municipalités de Richelieu et de Notre-Dame-de-Bonsecours faisait partie de la seigneurie octroyée à Jacques de Chambly en 1672, puis aux seigneurs Hertel, Grant, de Salaberry et Yule. Le pont qui traverse la rivière entre Richelieu et Chambly porte le nom de « Pont Yule » en l’honneur de John Yule, le dernier seigneur de Chambly (1812-1886). 
La seigneurie de Chambly-Est comprenait quatre fiefs : Jenison, des Rouville, des Pauvres, et le fief Beaulac. Ce dernier couvrait les territoires de Richelieu et de Notre-Dame-de-Bonsecours.
En 1855, un an après l’abolition du régime seigneurial par l’assemblée législative, les habitants amorcent des démarches pour fonder nos deux municipalités. Ils poursuivront ainsi le désir que certains fermiers avaient manifesté, dès 1815, jugeant que le trajet pour se rendre à l’église de Saint-Mathias était trop difficile, surtout au printemps et à l’automne. 
Le village de Richelieu a été érigé en municipalité le 1er janvier 1869, en vertu de l’Acte 23, Vict. chap. 61. Il prendra le nom de la rivière qui coule le long de son territoire. La municipalité de Notre-Dame-de-Bonsecours a été érigée en vertu du même acte le 15 février 1869. Elle prendra le nom de la paroisse dont le décret d’érection canonique date du 5 septembre 1868.
Le territoire actuel de la paroisse Notre-Dame-de-Bonsecours a été détaché des paroisses de Sainte-Marie-de-Monnoir et de Saint-Mathias. John Yule avait offert, en 1854, quatre arpents de son terrain afin de construire l’église. 
En juillet 1899, la centrale hydroélectrique, dont on voit encore quelques vestiges, entre en production. Une ligne de 27 km relie la centrale à Montréal et la tension de 12 500 volts est tout un exploit pour l’époque. La centrale sera démolie en 1965.
L’hôtel de ville actuel, construit en 1958, reçoit les assemblées du conseil qui, autrefois, se tenaient à la station de chemin de fer, à la salle des Forestiers catholiques, à la sacristie ou à la vieille école. La caserne des pompiers a été inaugurée en 1967.
En 1969, à l’occasion de son centenaire, le village de Richelieu a reçu ses lettres patentes lui conférant le statut de ville. Cette année-là a aussi consacré le jumelage de notre municipalité avec la ville de Richelieu en France, laquelle a été construite en 1631, grâce à la volonté du Cardinal de Richelieu, premier ministre de la France sous Louis XIII, selon un plan d’urbanisme resté intact jusqu’à nos jours. Le parc Fortier a été nommé ainsi en l’honneur de Marcel Fortier, maire de Richelieu, France.
Le 15 mars 2000, la ville de Richelieu et la municipalité de Notre-Dame-de-Bonsecours ont fusionné pour créer une nouvelle ville, la ville de Richelieu.
L’histoire de nos noms de rue
Place Mark-Bourque
Ce nom rappelle le souvenir de Mark Bourque (1948-2005). Ancien citoyen de Richelieu et policier à la retraite de la Gendarmerie royale du Canada, il est décédé en décembre 2005 lors d’une mission de maintien de la paix de l’ONU en Haïti.
Place Rouville-Tessier
Ce nom rappelle le souvenir de Rouville Tessier, né en 1922, qui fut conseiller municipal (1956-1964), maire (1967-1973 et 1975-1981), préfet de comté et commissaire d’école.
Rue Lareau
Patronyme local identifiant une voie localisée dans le secteur de l’ancienne municipalité de Notre-Dame-de-Bonsecours, avant sa fusion avec Richelieu.
Rue Raphaël-Barré
Ce nom rappelle le souvenir de Raphaël Barré, qui fut maire de Richelieu de 1895 à 1898.

### Le vieux pont de bois
« En 1841, un ingénieur montréalais, Charles Atherton, soumet à l’Assemblée législative les plans d’un pont suspendu sur câbles d’acier, qui permettrait de franchir la rivière à la hauteur de Chambly. John Yule, alors député du comté de Chambly (1841-1843) n’est pas d’accord avec ce projet. Étant propriétaire d’un moulin à scie, il propose plutôt de construire le pont en bois selon un plan américain. Le gouvernement opte pour cette suggestion. 
Les travaux débutent au printemps 1846 et le pont Yule est inauguré le premier décembre 1847. » 

## Géographie
La rivière Richelieu délimite l'ouest de la municipalité en coulant vers le nord jusqu'au bassin de Chambly.
Le chemin des Patriotes (route 133) en traverse l'ouest du nord au sud, le boulevard Richelieu (route 112) en traverse le nord d'est en ouest et l'autoroute des Cantons-de-l'Est (autoroute 10) en traverse le centre d'est en ouest. 

## Démographie
| 1991  | 1996  | 2001  | 2006  | 2011  | 2016  | 2021  |
| ----- | ----- | ----- | ----- | ----- | ----- | ----- |
| 2 843 | 3 195 | 4 851 | 5 208 | 5 467 | 5 236 | 5 742 |

## Administration
Les élections municipales se font en bloc et suivant un découpage de six districts.
| Richelieu Maires depuis 2000                                                                                          |                   |         |          |
| Élection | Maire             | Qualité | Résultat |
| 2000 | Raymond Guertin   |         | n/d      |
| 2003 | Raymond Guertin   | Voir    |          |
| 2005 | Jacques Ladouceur |         | Voir     |
| 2009 | Jacques Ladouceur | Voir    |          |
| 2013 | Jacques Ladouceur | Voir    |          |
| 2017 | Jacques Ladouceur | Voir    |          |
| 2021 | Claude Gauthier   |         | Voir     |
| Élection partielle en italique Depuis 2005, les élections sont simultanées dans toutes les municipalités québécoises. |                   |         |          |

## Jumelage
- Richelieu, Indre-et-Loire (France)